# ToeJam & Earl
ToeJam & Earl é um jogo de videogame, do gênero ação, desenvolvido pela Johnson Voorsanger Productions e lançado em 1991 pela Sega para o console Mega Drive. Lançado em 1991, ele se concentra em ToeJam e Earl - rappers alienígenas que pousaram na Terra. Enquanto eles tentam escapar do planeta, os jogadores assumem o papel de qualquer um dos personagens e colecionam pedaços de sua espaçonave destruída. O design de ToeJam & Earl foi fortemente influenciado pelo RPG Rogue, e tirou dele recursos como a geração aleatória de níveis e itens. Ele faz referência e paródia da cultura urbana dos anos 80 e início dos anos 90 e é definido como uma trilha sonora de funk.

Os itens variam de comida (para ganhar ou perder pontos de saúde) até sapatos com foguetes, e cada tipo diferente de caixa contém o mesmo tipo de item.
A música tem um importante papel no jogo, fazendo parte de um conceito maior. O tema do jogo gira em torno do funk. A trilha sonora foi composta por John Baker.
Outra notável criação neste jogo é a capacidade de divisão da tela. Quando no modo de dois jogadores, se os personagens vão para longe um do outro, a tela se divide ao meio deixando os personagens livres para se moverem através do jogo. Os jogadores podem inclusive estar em diferentes fases do jogo ao mesmo tempo.
Os dois personagens podem inclusive conversar entre si durante o jogo, se eles estiverem próximos e não estiverem se movendo. Quando os dois jogadores se encontram novamente, os personagens podem dizer coisas como "Yo, what's up!". Eles conversam também na maioria das cenas do elevador, entre as fases. Notável por ser um dos primeiros jogos a usar a cooperação em divisão de tela.
O jogo foi criado pela ToeJam & Earl Productions Inc., de San Rafael, Califórnia pelos fundadores Greg Johnson e Mark Voorsanger.
O jogo foi recebido positivamente pelos críticos, que elogiaram sua originalidade, trilha sonora, humor e modo cooperativo para dois jogadores. Atingiu o status de sucesso, apesar das baixas vendas iniciais, e seus protagonistas foram usados como mascotes pela Sega. ToeJam & Earl foi seguido por duas seqüencias: ToeJam & Earl em Panic em Funkotron e ToeJam & Earl III: Missão à Terra, lançado para o Sega Genesis e Xbox, respectivamente. O sucesso comercial e crítico das sequências foi misto.
Um quarto título, ToeJam & Earl: Back in the Groove, está atualmente em desenvolvimento com recursos de financiamento coletivo obtidos através da plataforma Kickstarter.
O jogo foi relançado para o Virtual Console do Wii em dezembro de 2006 e relançado novamente na PlayStation Network e no Xbox Live Arcade em novembro de 2012.

## Sinopse
ToeJam & Earl tem sido chamado de uma sátira cômica e surreal e um "comentário ousadamente misantrópico sobre a vida terrena".  ToeJam é vermelho e tem três pernas. Earl é obeso e laranja. ToeJam usa um grande medalhão de ouro e um boné de beisebol para trás, enquanto Earl é marcado por tênis e um grande óculos de sol; ambas as roupas são "apropriações exageradas" da cultura urbana dos anos 90. Sua fala apresenta gírias da Califórnia. [4] O jogo é definido como uma trilha sonora descrita como jazz-funk e hip hop. Para o som único do jogo, o compositor John Baker foi inspirado por Herbie Hancock e The Headhunters.

Na sequência de abertura do jogo, ToeJam explica que as habilidades de pilotagem erráticas de Earl resultaram em um pouso forçado no planeta Terra. Ele diz que eles devem encontrar os pedaços espalhados dos destroços de sua nave espacial para retornar ao seu planeta natal, Funkotron. O jogador guia os personagens enquanto eles evitam os habitantes antagônicos da Terra e procuram pelos escombros. Caso o jogador tenha sucesso, a sequência final mostra ToeJam e Earl escapando do planeta em sua espaçonave reconstruída. Sob o controle do jogador, os personagens seguem por uma paisagem roxa que representa o Funkotron, e são recebidos por seus amigos e familiares.

## ToeJam & Earl
O primeiro título da série ToeJam & Earl, é um jogo de ação em duas dimensões, lançado pela Mega Drive/Genesis em 1991. O enredo do jogo começa com ToeJam & Earl cruzando as estrelas em sua nave espacial, quando ToeJam decide deixar Earl dirigir. Em conseqüência, a dupla cai na Terra e sua nave espacial quebra em dez peças. Eles precisam encontrar por estas peças novamente e remontar sua nave espacial para voltar para o seu lar, o planeta Funkotron. Para isso, eles tem de enfrentar uma variedade de terráqueos em seu caminho, tais como o dentista insano, a compradora maluca, os nerds, a caixa de correio monstro, a dançarina de hula, o cupido estúpido, e o fantasma do caminhão de sorvete, cada qual faz com que o personagem perca a saúde e eventualmente a vida.
Para se defender dos terráqueos, uma variedade de itens são conseguidos na forma de presentes. Cada item possui um pacote de presente diferente, que precisa ser identificado abrindo-o ou através de outro meio. Alguns presentes oferecem aumento na mobilidade por um determinado limite de tempo, como os Super Hi-tops (aumentam a velocidade), os Rocket Skates (realmente aumentam a velocidade provocando a perda do controle), os Spring Shoes (habilidade para saltar), e o Icarus Wings (para voar). Outros presentes dão bônus, como dinheiro extra (que pode ser usado para encomendar presentes nas caixas de correio ou ter os presentes identificados pelo sábio vestido de cenoura sem ter que abrir eles) ou vidas extras. Ainda há outros que são prejudiciais, como o livro escolar (coloca o jogador para dormir por um tempo, deixando-o vulnerável a ataques), o 'Total Bummer!' (mata o jogador na hora) ou o aleatorizador (mistura todos os presentes identificados, fazendo com que se tenha que identificar tudo de novo). Bônus de saúde na forma de comida também são encontrados; quando mais gostoso for o alimento, mais ele cura, assim um sundae cura mais do que uma maçã. Alguns tipos de comida, entretanto, causam ao jogador mais perda de saúde do que ganhos. A maioria deste tipo são podres, como o queijo mofado, mas alguns tipos são estereotipadamente rejeitados pelas crianças, como o brócolis.
O jogo tem vinte e cinco fases principais, organizados verticalmente, um sobre o outro. Os jogadores progridem para cima através dos níveis por meio de um elevador, que aparece em cada mapa. Os níveis têm também penhascos, onde o jogador descuidado pode cair, aterrissando no nível seguinte mais baixo. O terreno também apresenta dificuldades como desertos e lagos. O jogo pode ser jogado com fases padrão (Fixed World) ou com o gerador aleatório de fases (Random World). No modo Random World, o layout da fase, os terráqueos e os presentes são aleatorizados, aumentando a longevidade do jogo.
O jogo no modo dois jogadores cooperativos possuem algumas características próprias. Quando dois jogadores jogam, o jogo os mantém na mesma tela sempre que possível, mas muda para a meia tela para cada personagem quando estes começarem a ficar distantes um do outro. Os jogadores podem ajudar a um outro quando executam um cumprimento, que iguala a saúde entre os dois. Um presente especial, sempre que usado, permite que um personagem se teletransporte à posição do outro.
ToeJam & Earl tinha seus diferenciais; ToeJam e Earl talvez tenham se transformado nas mascotes não-oficiais da plataforma. O jogo aparecia no topo dos mais alugados por anos após ser lançado, e é um dos mais bem lembrados títulos de sua geração.

## Sequencias
O jogo teve algumas sequencias, sendo elas:
- Toe Jam & Earl: Ready, Aim Tomatoes! É um spin-off da série onde os aliens são obrigados a voltar a Terra e atravessar cenários sem ser atingidos pelos inimigos e atacando tomates nos extra-terrestres como no primeiro jogo assim coletando pontos, esse jogo foi lançado devido ao sucesso do primeiro jogo em 1991.

- Toe Jam & Earl 2: Panic on Funkotron

ToeJam e Earl conseguem voltar a Funkotron, mas não perceberam que a nave foi seguida por terráqueos no seu trajeto de volta. Chegando lá, eles começam a tirar fotos, fazer construções, enfim perturbando os Funkotronianos. ToeJam e Earl tem como missão, capturar os terráqueos e manda-los de volta no foguete.
Desta vez, o enredo se passa em Funkotron, planeta natal de ToeJam e Earl, envolvendo não só a dupla, como também seus amigos, vizinhos e outros aliens cidadãos de Funkotron, englobando situações do cotidiano da dupla em seu mundo nativo.
- ToeJam & Earl 3: Mission to Earth

ToeJam e Earl querem gravar um filme e para isso, querem fazer alguma coisa importante para o universo. O jogo marca a estréia de Latisha, uma sensual alienígena de Funkotron pela qual ToeJam é apaixonado, mas ela não o corresponde e apesar da certa amizade que possuem, ela detesta aturar as piadinhas de mau gosto e as investidas amorosas dele para com ela. A relação dos dois é bem semelhante à relação de Will Smith com Jackie Ames em Um Maluco no Pedaço. ToeJam já começa provocando Latisha dizendo no meio da gravação: " Essa é minha mina Latisha… Dá um close nela, Earl… ", ao que ela contradiz. Antes da viagem a Terra, ToeJam usa a câmera para filmar a parte de trás de Latisha, recebendo um tapa dela após isso. No jogo ToeJam usa uma regata branca e um shorts preto e Earl usa uma toca preta e bermuda jeans com a cueca aparecendo.
- ToeJam & Earl: Back in the Groove

Em fevereiro de 2015, Johnson anunciou um novo título, ToeJam & Earl: Back in the Groove, que está sendo desenvolvida de forma independente da Sega e financiado pelo site de financiamento coletivo Kickstarter. O jogo revisita o formato do jogo original, com modelos de personagens 2D em mundos 3D com perspectiva de cima, e está previsto ser um jogo multiplayer. O jogo estava buscando um alvo financiamento de US $ 400.000 dólares em 27 de março de 2015, e atingiu seu objetivo em 25 de março de 2015. No último dia de financiamento, que chegou a 508638 dólares com 8873 apoiadores, assim que o jogo contará com "old school" skins para ToeJam e Earl, o Hyper Funk Zone de ToeJam & Earl: Panic on Funkotron, e incluirá como bônus alguns personagens jogáveis, como o primo de ToeJam, GeekJam, a mãe de Earl(que aparece no primeiro jogo), assim como Lewanda e Peabo de ToeJam & Earl: Panic on Funkotron e até mesmo Latisha de ToeJam & Earl 3: Mission to Earth. O título será publicado pela Adult Swim Games, e está programado para ser lançado em 2017.